# 882
Cette page concerne l'année 882  du calendrier julien. Pour l'année 882 av. J.-C., voir 882 av. J.-C.
L'année 882 est une année commune qui commence un lundi.

## Événements
- 6 janvier : les Vikings ravagent l'abbaye de Prüm, puis brûlent Cologne et le palais d'Aix-la-Chapelle[1].
- 20 janvier : mort de Louis III le Jeune ; l'empereur Charles le Gros, roi d'Alémanie et d'Italie, recueille la Franconie, la Saxe et la Bavière[2].
- 5 avril : prise et saccage de Trèves par les Vikings[3]. Ils remontent le Rhin et la Moselle et s'approchent de Metz.
- 11 avril : l'évêque de Metz Wala est vaincu et tué par les Vikings à la bataille de Remich[4].

- 17 mai : diète de Worms[5]. Charles le Gros, rentré d'Italie, convoque une forte armée pour combattre les Vikings.

- Juillet : Charles le Gros assiège les Vikings qui se sont repliés à Ascaloha (en) (Elsloo ou Asselt, dans le Limbourg). Il négocie leur retrait. Le chef viking Godfred de Frise (Godefrid ou Godfried) se fait baptiser, se voit donner comme épouse Guisla, fille du roi Lothaire II et reçoit en compensation la Frise occidentale et plusieurs milliers de livres d'argent et d'or prélevées sur le trésor de Saint Étienne de Metz ; l'empereur achète également le départ de Sigfred et Vurm[6].

- 5 août : Carloman devient seul roi de Francie occidentale à la mort de son frère Louis III. Hincmar de Reims compose à son attention le traité De ordine palatii.

- Septembre : prise de Vienne par Richard le Justicier qui en chasse provisoirement Boson de Provence après deux ans de siège[7].

- Octobre : les chefs danois Sigfred et Vurm se retirent à Condé en Francie occidentale[6].
- 1er novembre :
  - L'empereur Charles le Gros convoque une nouvelle assemblée à Worms. Boson de Provence lui fait hommage pour ses possessions[8].
  - Le prince de Capoue Pandonolf est déposé par son neveu Landon III, dit le Paresseux, qui règne jusqu'en septembre 884[9].

- Novembre : les Vikings attaquent Laon[10]. Ils poursuivent leur route jusqu'à Noyon, Soissons et avancent sur Reims. Carloman les arrête à Avaux, au-dessus de Reims. Ils retournent à Condé où ils hivernent[6].

- 23 décembre : début du pontificat de Marin Ier ou Martin II (fin en 884)[11].

- En Italie, les Arabes installent une base à l’embouchure du Garigliano (882-916). Ils détruisent l’abbaye du Mont-Cassin (882-883)[12].
- Le Normand Hasting devient comte de Chartres[13].
- Méthode se rend à Constantinople pour rendre compte de sa mission à l’empereur et au patriarche Photios[14]. Bien reçu, il laisse dans la capitale quelques disciples qui constituent un noyau slavisant pour d’éventuelles actions missionnaires.
- L'État russe de Kiev est formé par la réunion des pays du Nord et du Sud par le varègue Oleg le Sage. Il s’empare de Kiev (878-882) et y fonde une principauté[15]. Son pouvoir s’étend bientôt depuis Novgorod jusqu’au bassin du Pripiat et au cours du Dniestr. Il combat les Khazars, les Bulgares et les Polonais (fin de règne en 912).
- Victoire navale d'Alfred le Grand. La flotte du Wessex capture deux navires vikings[16].
- Eudes devient comte de Paris[17].